# 5670 Rosstaylor
5670 Rosstaylor este o planetă minoră (asteroid), cu un diametru de 29,619 km, din centura de asteroizi. A fost descoperită pe 7 noiembrie 1985 la Observatorul Palomar de Carolyn S. Shoemaker și a fost numită după Stuart Ross Taylor⁠(d). 
Obiectul prezintă o orbită caracterizată de o semiaxă mare de 3,1763101 UAi, o excentricitate de 0,11, o înclinație de 19,84939 ° în raport cu ecliptica.